# Kärva lägen
Kärva lägen är ett musikalbum från 1977 av Ted Ström.
Text och musik av Ted Ström om ej annat anges. Inspelningen skedde i Karlsviks nedlagda skola utanför Luleå i februari 1977 med hjälp av skivbolaget Nacksvings mobila studio. Tekniker var Johannes Leyman. Skivnumret är Manifest MAN 009.

## Låtlista
Sida A
1. Låt i framstegstakt -77
2. I rusningstid
3. Showtime
4. På stan
5. Två sidor

Sida B
1. Alkohol (text: Ted Ström, musik: Ray Davies)
2. Schuttis från Luleå (musik: Ray Davies)
3. Ljuva ungdomstid
4. Idolen (text: Ted Ström, musik: Randy Newman)
5. Bölden
6. Historien går igen

## Medverkande musiker
- Tomas Forssell, gitarrer, mandoliner
- Christer Ödberg, trumpet, kornett, althorn

Musikgruppen Rekyl:
- Morgan Andersson, trummor
- Dan Bergman, elgitarr, trummor, sång
- Rolf Hedberg, dragspel, saxar, piccolaflöjt, gitarr
- Urban Nilsson, elbas
- Björn Sjöö, tuba, trombone, euphonium, gitarr